# Can Tràfach
Can Tràfach és una casa d'Amer (Selva) inclosa a l'Inventari del Patrimoni Arquitectònic de Catalunya.

## Descripció
Edifici entre mitgeres de tres plantes i coberta de doble vessant a façana situada al costat dret del carrer Nou. Té dues crugies i està arrebossada i pintada de color ocre.
La planta baixa consta d'un portal i d'una finestra. El portal està emmarcat de pedra calcària i té forma d'arc carpanell. La llinda està formada per tres blocs de pedra. La porta és nova, de fusta, ferro de forja i vidre. Dins la decoració del ferro de forja destaca l'emblema, posat dins una figura quadrilobulada, del comte de Peralada. La finestra també està emmarcada de pedra i conté un reixa de ferro.
El primer pis conté un balcó i una finestra, tots dos emmarcats de grans blocs de pedra calcària sense motllures. La base del balcó és monolítica i motllurada i la barana de ferro és decorada amb espirals i cargols a la part baixa i alta dels barrots.
El segon pis presenta dues finestres d'obra de rajola i ciment. El ràfec està format per dues fileres, una de rajola plana i una de teula, i és pintat de color marró fosc.

## Història
Casa originaria del segle xviii amb reformes durant els segles XIX i XX.
Aquest edifici ha estat modificat i reformat entre 1985 i 1990, ja que fins llavors havia estat abandonat i deshabitat un temps.